# Archidiocèse de Malines-Bruxelles
L’archidiocèse de Malines-Bruxelles (en latin : archidioecesis Mechliniensis-Bruxellensis ; en néerlandais : aartsbisdom Mechelen-Brussel) est un archidiocèse métropolitain de l'Église catholique en Belgique.
Créé en 1559, lors de la réorganisation des structures ecclésiastiques dans les Pays-Bas, l'archidiocèse de Malines fut immédiatement archevêché et métropolitain étant donné l’importance politique qu’avait, à cette époque, la ville de Malines. Depuis 1961, il porte le nom d'archidiocèse de Malines-Bruxelles. Depuis 1995, il couvre les deux provinces du Brabant flamand, en Région flamande, et du Brabant wallon, en Région wallonne, la région de Bruxelles-Capitale ainsi que Malines et ses environs.

## Histoire
C'est lors de la réorganisation religieuse des Pays-Bas de 1559-1561 que l'archidiocèse de Malines a été créé, aux dépens des diocèses de Cambrai et de Liège. Il avait alors pour suffragants Ypres, Bruges, Gand, Anvers, Bois-le-Duc et Ruremonde.
Après le concordat de 1801, le territoire de l'archidiocèse de Malines fut agrandi afin de correspondre aux départements de la Dyle et des Deux-Nèthes, qui deviendront en 1815 les provinces de Brabant méridional et d'Anvers. Il est ainsi agrandi aux dépens du diocèse d'Anvers, qui disparaît. Il a alors pour suffragants : Namur, Tournai, Aix-la-Chapelle, Trèves, Gand, Liège et Mayence.
En 1821, la bulle Provida solersque réorganisa les diocèses allemands et dès lors la province ecclésiastique de Malines fut limitée aux diocèses de Namur, Tournai, Gand et Liège.
En 1827, une bulle papale donna pour suffragants à Malines : Liège, Namur, Tournai, Gand, Bruges, Amsterdam et Bois-le-Duc. Cependant, cette bulle n'a jamais été appliquée complètement et les sièges de Bruges, Amsterdam et Bois-le-Duc n'ont pas été créés. Finalement seul le diocèse de Bruges fut érigé en tant que suffragant de Malines en 1834.
Au Ier concile du Vatican, il fut reconnu comme primat de Belgique, en vertu d'anciennes coutumes
En 1961, l'archidiocèse de Malines fut diminué : on recréa un diocèse d'Anvers, avec un territoire correspondant à celui de la province d'Anvers, moins Malines.
Enfin, en 1967, le diocèse de Liège fut amputé du diocèse d'Hasselt. Les diocèses suffragants de Malines sont donc depuis 1967: Liège, Namur, Tournai, Gand, Bruges, Anvers et Hasselt.
Au milieu du XXe siècle eurent lieu à Malines des rencontres œcuméniques entre anglicans et catholiques, appelées conversations de Malines, à l'initiative de personnalités telles que le cardinal Désiré-Joseph Mercier et Lord Halifax. Précurseurs dans le domaine du rapprochement œcuménique entre les Églises, ces initiatives ne trouvèrent leur aboutissement que lors du concile Vatican II, dont un des successeurs de Mercier, le cardinal Léon-Joseph Suenens fut une des figures de proue.

## Réorganisation
Léon-Joseph Suenens, devenu archevêque de Malines en 1961, décida de réorganiser son archidiocèse afin de prendre en compte la diversité linguistique et les besoins pastoraux de son temps. Ainsi naquirent, en plus des services diocésains et des vicariats sectoriels (vicariat du Temporel, vicariat pour la Vie consacrée, vicariat de l’Enseignement), trois vicariats territoriaux:
- le vicariat du Brabant flamand et Malines, qui couvre le territoire de la province du Brabant flamand et l’arrondissement administratif de Malines, situé dans la Province d'Anvers (à l’exception des cantons de Lier et Heist-op-den-Berg). Ce territoire compte 1 381 227 habitants au 1er janvier 2016[2].
- le vicariat du Brabant wallon, qui couvre le territoire de la province du Brabant wallon. Ce territoire compte 396 636 habitants au 1er janvier 2016[2].
- le vicariat de Bruxelles, qui couvre le territoire de la région de Bruxelles-Capitale. Ce territoire compte 1 180 531 habitants au 1er janvier 2016[2].

À la tête de chaque vicariat territorial se trouve en principe un évêque auxiliaire qui en assume la responsabilité pastorale. Ce sont Jean Kockerols à Bruxelles depuis 2011 et Koen Vanhoutte (nl) au Brabant flamand/Malines depuis 2018, mais au Brabant wallon, c’est une laïque, Rebecca Alsberge, qui a été nommée déléguée épiscopale depuis le début 2024 pour diriger le vicariat.

## Suffragants

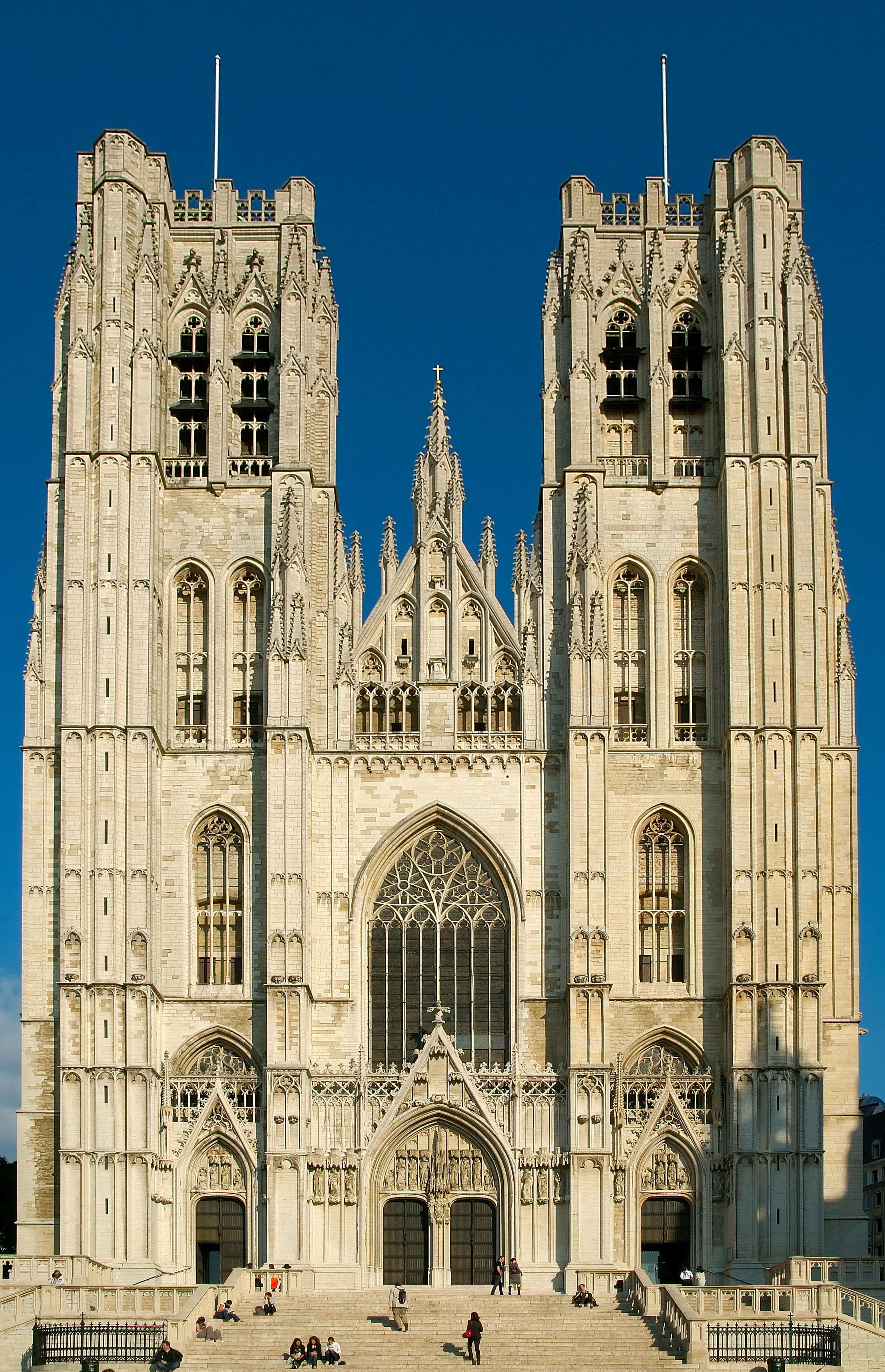
Cathédrale Saints-Michel-et-Gudule de Bruxelles.

L'archidiocèse de Malines-Bruxelles est métropolitain. Ses suffragants sont les diocèses suivants :
- Anvers (province d'Anvers, moins la région de Malines et la commune de Zwijndrecht),
- Bruges (province de Flandre-Occidentale),
- Gand (province de Flandre-Orientale et commune de Zwijndrecht),
- Hasselt (province de Limbourg),
- Liège (province de Liège),
- Namur (provinces de Namur et Luxembourg),
- Tournai (province de Hainaut).

L’archevêque de Malines-Bruxelles est également l’évêque du diocèse aux Forces armées belges.
L’actuel archevêque de Malines-Bruxelles a été élu président de la Conférence épiscopale de Belgique en 2023.

## Cathédrales et basiliques

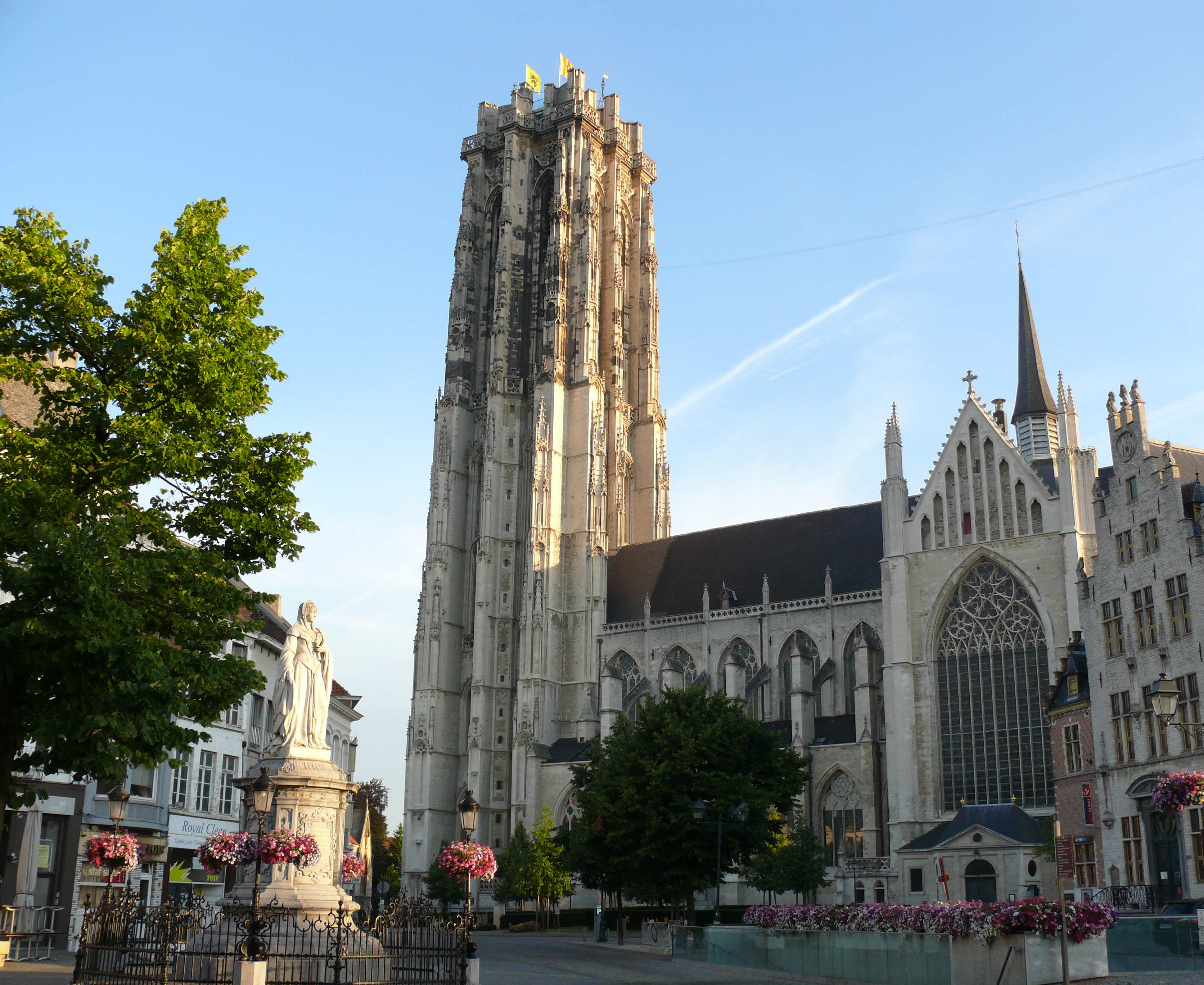
Cathédrale Saint-Rombaut de Malines.

La cathédrale Saint-Rombaut de Malines est la cathédrale de l'archidiocèse.
La cathédrale Saints-Michel-et-Gudule de Bruxelles, ancienne collégiale, est la co-cathédrale de l'archidiocèse.
Les sept basiliques mineures de l'archidiocèse sont la basilique Notre-Dame de Hanswijk à Malines, la basilique Notre-Dame de Montaigu, la basilique Notre-Dame-de-Consolation de Vilvorde, la basilique du Sacré-Cœur de Koekelberg (qui est également reconnue par la Conférence épiscopale de Belgique comme sanctuaire national), la basilique Notre-Dame de Basse-Wavre, la basilique Saint-Martin de Hal et la basilique Saint-Servais de Grimbergen.

## Héraldique
| Armes de l'archidiocèse de Malines-Bruxelles | Armes de l'archidiocèse de Malines-Bruxelles |
| -------------------------------------------- | --- |
|                                              | Adoptées en 1961, quand le nom de l'archidiocèse fut changé, Ecu écartelé, au 1 et 4 d'or au lion rampant de gueules armé et lampassé d'azur au double trescheur fleuronné et contre-fleuronné du même. (Écosse), au 2 et 3 de gueules, au St-Michel d'or, terrassant le démon de sable (la ville de Bruxelles),. Version précédente de 1559 à 1961: d'or au lion rampant de gueules armé et lampassé d'azur au double trescheur fleuronné et contre-fleuronné du même. (Écosse), |